# Anetan (Wahlkreis)
Anetan ist ein nauruischer Wahlkreis. Er besteht aus dem gleichnamigen Distrikt Anetan und Ewa. Er entsendet zwei Mitglieder ins Nauruische Parlament in Yaren. Dies sind derzeit Timothy Ika und Marcus Stephen.

## Wahlresultate vom 24. August 2019
| Kandidat       | Stimmenwert |
| Timothy Ika    | 585,869     |
| Marcus Stephen | 322,105     |
| Antonius Atuen | 312,740     |
| Cyril Buraman  | 305,792     |
| Vaiuli Amoe    | 262,331     |
| Konrad Ika     | 257,002     |
| Joseph Harris  | 233,277     |
| Darryl Tom     | 191,415     |

Es wurden 909 gültige und 15 ungültige Stimmen abgegeben.